# Antična Kartagina
Antična Kartagina (punsko 𐤒𐤓𐤕𐤟𐤇𐤃𐤔𐤕, latinizirano: Novo mesto) je bila starodavna semitska civilizacija s sedežem v Severni Afriki.  Sprva naselje v današnji Tuniziji, kasneje je postalo mestna država, nato pa imperij. Kartagina, ki so jo ustanovili Feničani v 9. stoletju pred našim štetjem, je v 4. stoletju pred našim štetjem dosegla svoj vrhunec kot ena največjih metropol na svetu. Bila je središče Kartažanskega imperija, velike sile pod vodstvom punskega ljudstva, ki je obvladovalo starodavno zahodno in osrednje Sredozemsko morje. Po punskih vojnah so Kartagino uničili Rimljani leta 146 pr. n. št., ki so kasneje mesto razkošno obnovili.
Kartagino so okoli leta 814 pr. n. št. naselili kolonisti iz Tira, vodilne feničanske mestne države v današnjem Libanonu. V 7. stoletju pred našim štetjem, potem ko je Fenicijo osvojilo Novoasirsko cesarstvo, je Kartagina postala neodvisna in postopoma širila svojo gospodarsko in politično hegemonijo po zahodnem Sredozemlju. Do leta 300 pr. n. št. je Kartagina s svojo ogromno mešanico kolonij, vazalov in satelitskih držav, ki jih je skupaj držala njena pomorska prevlada v zahodnem in osrednjem Sredozemskem morju, nadzorovala največje ozemlje v regiji, vključno z obalo severozahodne Afrike, južno in vzhodno Iberijo ter otoke Sicilija, Sardinija, Korzika, Malta in Balearske otoke. Tripolis je ostal avtonomen pod oblastjo lokalnih Libijskih Feničanov, ki so plačevali nominalni davek.
Med največjimi in najbogatejšimi mesti starodavnega sveta je strateška lega Kartagine omogočala dostop do bogate rodovitne zemlje in glavnih pomorskih trgovskih poti, ki so dosegle Zahodno Azijo in Severno Evropo ter zagotavljale blago iz vsega starodavnega sveta, poleg donosnega izvoza kmetijskih proizvodov in industrijskih izdelkov. Ta komercialni imperij je bil zavarovan z eno največjih in najmočnejših mornaric klasične antike ter vojsko, ki je bila sestavljena v veliki meri iz tujih plačancev in pomožnih vojakov, zlasti Ibercev, Balearcev, Galcev, Britancev, Sicilijancev, Italijanov, Grkov, Numidijcev in Libijcev.
Kot prevladujoča sila v zahodnem Sredozemlju je Kartagina neizogibno prišla v konflikt s številnimi sosedami in tekmeci, od Berberov v Severni Afriki do nastajajoče Rimske republike. Po stoletjih spopadov s sicilskimi Grki je njegovo naraščajoče tekmovanje z Rimom doseglo vrhunec v punskih vojnah (264–146 pr. n. št.), v katerih so bile nekatere največje in najbolj izpopolnjene bitke v antiki. Kartagina se je komajda izognila uničenju po drugi punski vojni, a so jo leta 146 pred našim štetjem po tretji punski vojni uničili Rimljani. Rimljani so pozneje na njegovem mestu ustanovili novo mesto. Vsi ostanki kartažanske civilizacije so prišli pod rimsko oblast do 1. stoletja našega štetja, Rim pa je pozneje postal prevladujoča sredozemska sila, ki je tlakovala pot Rimskemu cesarstvu.
Kljub kozmopolitskemu značaju njenega imperija sta kultura in identiteta Kartagine ostali zakoreninjeni v njeni kanaanski dediščini, čeprav lokalizirani različici, znani kot punski. Tako kot druga feničanska ljudstva je bila njihova družba urbana, komercialna in usmerjena v pomorstvo in trgovino; to se deloma odraža v njegovih pomembnih inovacijah, vključno s serijsko proizvodnjo, neobarvanim steklom, mlatilnico in umetnim, zaščitenim notranjim pristaniščem. Kartažani so bili znani po svoji trgovski moči, ambicioznih raziskavah in edinstvenem sistemu vladanja, ki je združeval elemente demokracije, oligarhije in republikanizma, vključno s sodobnimi primeri delitve oblasti.
Kljub temu, da je bila Kartagina ena najvplivnejših civilizacij antike, se najbolj spominja po dolgem in ostrem sporu z Rimom, ki je ogrozil vzpon Rimske republike in skoraj spremenil tok zahodne civilizacije. Zaradi uničenja skoraj vseh kartažanskih besedil po tretji punski vojni, veliko tega, kar je znanega o njeni civilizaciji, prihaja iz rimskih in grških virov, od katerih so mnogi pisali med punskimi vojnami ali po njih, in so jih v različni meri oblikovale sovražnosti. Ljudski in znanstveni odnos do Kartagine je zgodovinsko odražal prevladujoč grško-rimski pogled, čeprav so arheološke raziskave od poznega 19. stoletja pomagale osvetliti in razjasniti kartažansko civilizacijo.